# トーアエイヨー
トーアエイヨー株式会社は、循環器系の医薬品製造販売会社。本社を東京都中央区に置く。

## 概要
繊維製品メーカーの片倉工業の連結子会社であり、会社の草創期には蚕の蛹由来のビタミンB2製剤「ビスラーゼ」「フラビタン」が主力製品であった。1981年、フランドルの開発、製造、販売で循環器用薬メーカーとしてのスタートを切った。その後、辻和之博士（後の社長）等により経皮吸収型狭心症治療薬であるフランドルテープの開発、アイトロール、ミオコールスプレーの開発と、狭心症治療薬の開発を柱に発展を続けている。

## 沿革
- 1943年（昭和18年）10月 - 東亜栄養化学工業株式会社として設立。
- 1983年（昭和58年）4月 - 現社名に改称。